# Първа петица
„Първа петица“ или „Първа петорка“ (на руски: Первая пятёрка), първоначално „Най-добър юноша“ („Лучшему юниору“), е ежегодна футболна награда в Русия.
Дава се всяка година след края на сезона в руската Премиер-лига за най-добър руски футболист на възраст до 21 години. Алан Дзагоев печели приза с максимален вот – 100 точки от 100 възможни, през 2008 г.

## Носители на наградата
- 2002: Александър Кержаков
- 2003: Владимир Бистров
- 2004: Динияр Билялетдинов
- 2005: Игор Акинфеев
- 2006: Кирил Комбаров
- 2007: Роман Шишкин
- 2008: Алан Дзагоев
- 2009: Георгий Шченников
- 2010: Павел Яковлев
- 2011: Александър Кокорин
- 2012: няма победител
- 2013: Константин Базелюк
- 2014: Елмир Набиулин